# حلقي البوتاين
حلقي البوتاين هو هيدروكربون من الألكاينات الحلقية صيغته C4H4، ويتألف من رابطة ثلاثية داخل حلقة مكونة من أربع ذرات كربون.
لا يمكن الحصول على المركب بشروط عادية، إذ أنه غير مستقر بالمرة، إذ تعاني الحلقة من إجهاد كبير. يمكن الحصول عليه على شكل معقد تناسقي مع الأوزميوم.